# 三宅優樹
三宅 優樹（みやけ ゆうき、1985年8月10日 - ）は、テレビ東京の局員、プロデューサー。大阪府出身。
日本大学経済学部産業経営学科を卒業後、2008年にテレビ東京入社。アメリカ留学をしていた大学3年生のときに、土曜日の2時間だけ日本語のお笑いやドラマを観る時間にしており、『ゴッドタン キス我慢選手権』を観て腹を抱えて笑ったことがテレビ東京を志望した動機になった。
妻はタレントの中井りか。

## 担当番組
- 世界の秘境で大発見!日本食堂（FD）
- LOVE理論（監督）
- 博多華丸のもらい酒みなと旅（演出・プロデューサー）[5]
- 芸能人が楽しい趣味を教える 有吉、やってみよう！（プロデューサー））
- あなたの前で言わせてください コレつくったの私です（演出・プロデューサー）
- 超かわいい映像連発!どうぶつピース!!（演出・プロデューサー）
- 青春高校3年C組（演出）[1]
- マジか!その後の人生 栄光を掴んだ天才達 今を大追跡SP（演出・プロデューサー）
- 内村のツボる動画（プロデューサー）
- 今年最後に…アナタに逢えた！（プロデューサー）[6]
- 〜夢のオーディションバラエティー〜Dreamer Z（プロデューサー）
- 相葉雅紀の人生クイズ〜クイズ監修バカリズム〜（演出・プロデューサー）[7]
- LIL LEAGUEのヴィクトリーグ!（演出・プロデューサー）
- アヤツリ・スクワッド（プロデューサー）[8]

## 楽曲
- 俺のベビースターラーメン（佐久間宣行とのデュエット「佐久間＆三宅」名義、作詞：秋元康、作曲：川浦正大） - 『青春高校3年C組』のベストアルバム『また会いたいと思える友に、人生で何人巡り逢えるか? Type B』（ユニバーサルミュージック、規格品番：UPCH-20581/2、2021年3月31日）のDisc 2に収録[9][10]。